# Eburodacrys asperula
Eburodacrys asperula är en skalbaggsart som beskrevs av Bates 1880. Eburodacrys asperula ingår i släktet Eburodacrys och familjen långhorningar.
Artens utbredningsområde är:
- Honduras.
- Panama.
- Venezuela.

Inga underarter finns listade i Catalogue of Life.